# Scelolophia pannaria
Scelolophia pannaria là một loài bướm đêm trong họ Geometridae.